# Innersjö och Mellansvartbäck
Innersjö och Mellansvartbäck är en av SCB avgränsad och namnsatt småort i Umeå kommun. Småorten omfattar bebyggelse i Innersjö och Mellansvartbäck belägna vid nordvästra hörnet av Bjännsjön nästan 1,5 mil väster om Umeå.